# Stenus binotatus
Stenus binotatus är en skalbaggsart som beskrevs av Sven Ingemar Ljungh 1804. Stenus binotatus ingår i släktet Stenus, och familjen kortvingar. Arten är reproducerande i Sverige.